# Жовта імла
«Жовта імла» — поетична збірка українського письменника Анатолія Дністрового, опублікована в 2001 році у видавничій агенції "OST" (Донецьк), у Бібліотеці альманаху "Кальміюс" (Серія "Укрсучліт"). 

## Про книгу
"Жовта імла" - четверта поетична збірка Анатолія Дністрового, якій притаманна посилена філософічність та аскетичний погляд на життя (дизайн оформлення збірки, відповідно, також був максимально спрощеним та аскетичним).
В поетичній концепції автора, жовта імла - це метафора смерті (в середньовіччі жовта імла була апокаліптичним символом - це згар, який стояв у повітрі після спалення зачумлених). У стильовому сенсі ця збірка - певна "ломка" між метафізичною поетикою, яку автор сповідував упродовж 90-х, і пошуками панорамного соціокультурного вираження плину речей, повсякденного життя, що буде притаманне наступним поетичним книгам Дністрового (книга "Покинуті міста", 2004). Книга поєднує силабо-тоніку та верлібри, у ній автор вперше звертається до жанру поеми ("Відстороненість").

## Вірш-мотто, що відкриває збірку "Жовта імла"
Коли жовта імла поглинає, як вир, силуети
Скам’янілих людей, що позбулись земного набутку,
Нас чекають птахи із очима осіннього смутку,
Нас чекають облич невиразні нічні трафарети.

Їхній голос, як скло: даленіє, до болю прозорий,
Їхні очі ковтають жовтаву безмежну скорботу,
Їхні душі кричать, наче рани від смертного шроту:
З темних отворів – спів неофітів врочистий, бадьорий. 